# Alice Ricciardi-von Platen

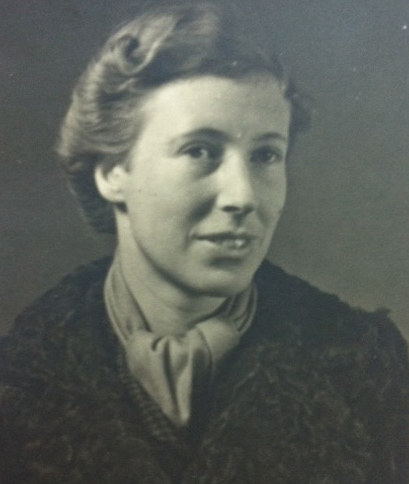
Alice Ricciardi-von Platen um 1939

Alice Ricciardi geb. Gräfin von Platen-Hallermund (* 28. April 1910 in Weissenhaus; † 23. Februar 2008 in Cortona) war eine italienische Ärztin und Psychoanalytikerin deutscher Abstammung. Bekannt wurde sie als Autorin des Buches Die Tötung Geisteskranker in Deutschland, der weltweit ersten Dokumentation über die Massenmorde des NS-Regimes an psychisch belasteten Menschen. Sie lebte ab 1967 in Italien und wurde in den 1970er Jahren zur ersten Gruppenanalytikerin Italiens. Gemeinsam mit Michael Hayne und Josef Shaked hat sie 1975 die Altausseer Ausbildungskurse der Internationalen Arbeitsgemeinschaft für Gruppenanalyse gegründet.

## Leben und Werk

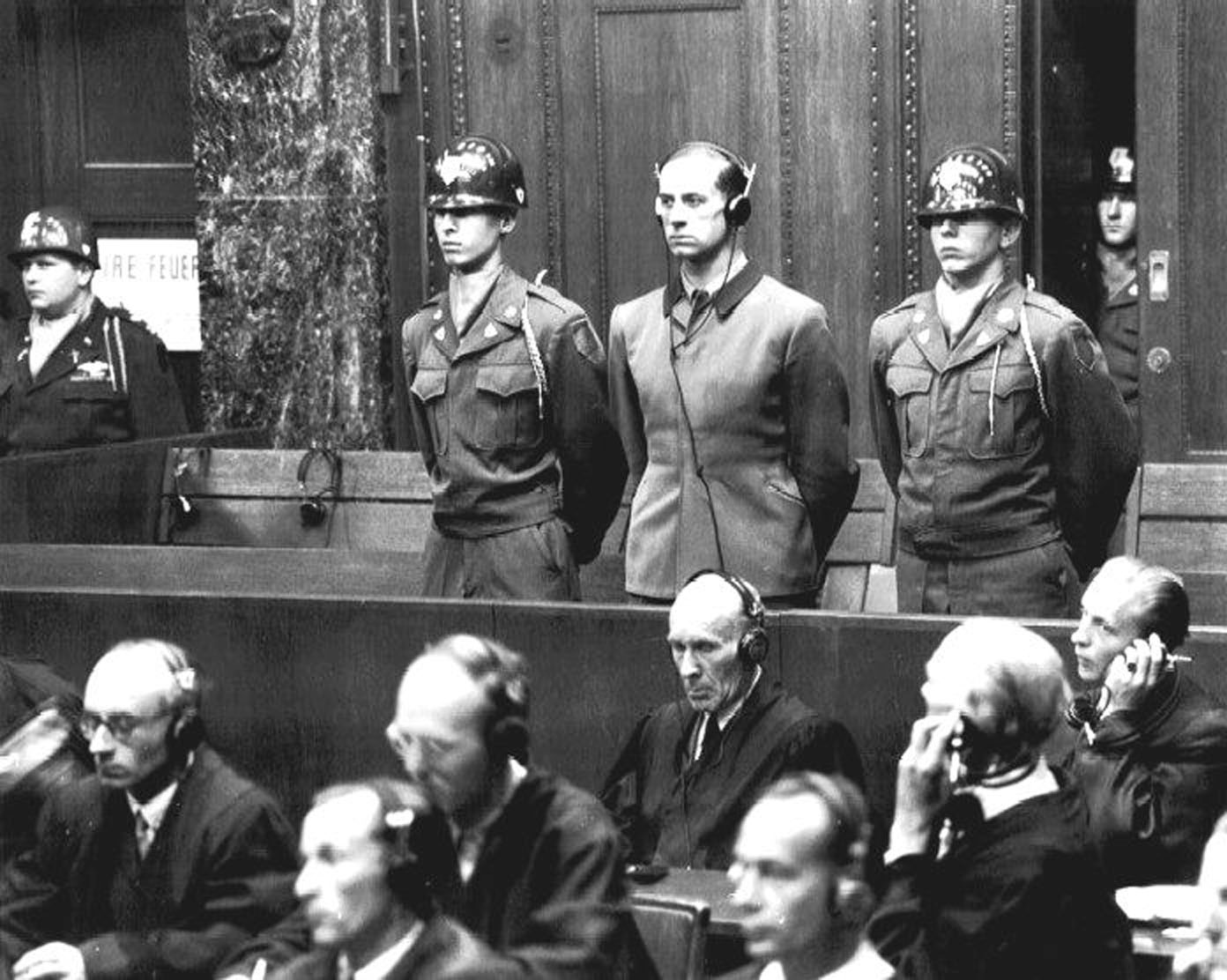
Karl Brandt, Hitlers Beauftragter für die Tötungen der Aktion T4 im Rahmen der sogenannten „Euthanasie“, während des Urteilsspruchs im Nürnberger Ärzteprozess

Alice Ricciardi entstammte dem schleswig-holsteinischen Grafengeschlecht von Platen-Hallermund, dessen berühmtester Nachkomme der Ansbacher Schriftsteller August Graf von Platen war. Nach ihrer Geburt 1910 wuchs sie auf dem holsteinischen Gut Weißenhaus als jüngste von vier Töchtern des Grafen Carl von Platen-Hallermund (1870–1919) und der Elisabeth von Alten (1875–1970) auf. Ihr Vater starb früh. Sie besuchte das Internat der Schule Schloss Salem, das damals unter der Leitung von Kurt Hahn war. Nach Abschluss des Medizinstudiums in Heidelberg 1934 und der anschließenden Famulatur in einem Berliner Kinderspital verbrachte sie die Jahre 1939 und 1940 in Florenz und Rom. Danach kehrte sie mit ihrem Sohn Georg zurück nach Deutschland und praktizierte bis 1945 als Landärztin (in Bayern oder in Österreich, divergierende Quellen), wo sie mit der Euthanasie-Aktion konfrontiert war, jedoch nur wenige Patienten retten konnte. Nach Kriegsende übernahm sie eine Stelle als Voluntarassistentin an der psychosomatischen Universitätsklinik in Heidelberg bei Viktor von Weizsäcker, wo sie ihre psychotherapeutische Ausbildung fortführte. Ab Dezember 1946 war sie Mitglied einer ärztlichen Beobachtungskommission beim Nürnberger Ärzteprozess, im Jahr 1947 beobachtete sie den Hadamar-Prozess in Frankfurt/Main. Danach ging sie – noch 1947 – an die Nervenklinik St. Getreu in Bamberg zu Professor Zillich.
1949 übersiedelte Alice von Platen-Hallermund nach London, wo sie in einer psychotherapeutischen Eheberatungsstelle – unter Supervision von Michael Balint – sowie an psychiatrischen Krankenhäusern arbeitete. Sie schloss ihre psychoanalytische und ihre gruppenanalytische Ausbildung ab und wurde Mitglied der Group Analytic Society. Sie lernte den Organisationsberater Augusto Ricciardi (1915–1982) kennen, den sie 1956 heiratete und nach Belgien und Libyen begleitete. Ab 1967 lebte und praktizierte sie bis zu ihrem Tod im Jahr 2008 als Psychoanalytikerin in Rom und in Cortona. Das Grab von Alice Ricciardi befindet sich am Friedhof von Altaussee.

## Beobachterin beim Nürnberger Ärzteprozess
Internationale Aufmerksamkeit erlangte Alice von Platen-Hallermund durch ihre Tätigkeit als Mitglied der Beobachterkommission beim Nürnberger Ärzteprozess. Als die amerikanische Militärregierung 1946 ankündigte, die inhumanen Menschenversuche und den Tod von etwa hunderttausend Geisteskranken gerichtlich zu verfolgen und die verantwortlichen Ärzte zur Rechenschaft zu ziehen, wurde von den westdeutschen Ärztekammern eine Beobachterkommission unter der Leitung von Alexander Mitscherlich nach Nürnberg entsandt. Während Mitscherlichs Augenmerk vor allem auf den Menschenversuchen und auf rechtlich-politischen Fragen des Prozesses lag, befasste sich Alice von Platen-Hallermund besonders mit der Euthanasie von psychiatrischen Patienten und Patientinnen. Sie empfand die Morde an psychisch kranken Menschen als Ausdruck einer Systemkriminalität, in der die Psychiatrie tief verstrickt war und von der die gesamte deutsche Ärzteschaft gewusst hatte.

### „Die Tötung Geisteskranker in Deutschland“
Dem Buch Die Tötung Geisteskranker in Deutschland von Alice von Platen-Hallermund, das die Mittäterschaft deutscher Ärzte an den nationalsozialistischen Euthanasieverbrechen thematisierte, erging es nicht anders als dem von Mitscherlich und Mielke herausgegebenen Dokumentationsband Medizin ohne Menschlichkeit. Beide Bücher erfuhren keinerlei Echo.
Über die Stimmung in der Nürnberger Bevölkerung berichtete Ricciardi-von Platen 1993 rückblickend: „Die Nürnberger Bevölkerung wollte vom Ärzteprozess nichts wissen mit der Begründung, dass doch die Ärzte keine Verbrechen begangen hätten. Es bestand ein Hass auf die Nicht-Nazis, die Sozialisten und Exilanten. Es gab keine Anzeichen für eine Stunde Null. Es war niederschmetternd.“
Im März 1947 gaben Alexander Mitscherlich und Fred Mielke mit der Dokumentation Das Diktat der Menschenverachtung einen ersten Einblick in die beim Nürnberger Ärzteprozess bekannt gewordenen Gräuel. Das in einer Auflage von 25.000 Exemplaren gedruckte Buch verschwand fast vollständig vom Markt, ohne – wie vorgesehen – an die deutsche Ärzteschaft verteilt worden zu sein. 1960 legten die Autoren das Buch in einer überarbeiteten und erweiterten Version unter dem Titel Medizin ohne Menschlichkeit neu auf. Alice von Platen-Hallermunds 1948 erschienenes Buch Die Tötung Geisteskranker in Deutschland erlebte ein vergleichbares Schicksal. Nur etwa 20 Exemplare der 3.000 Stück umfassenden Erstauflage gelangten in Umlauf.

### Neuauflagen 1993 und 2005
Der Sozialpsychiater Klaus Dörner entdeckte Ricciardis Werk wieder und veranlasste eine Neuauflage. Nach dem Erfolg des Buches wurde Alice Ricciardi-von Platen 1996 zur Präsidentin des von der IPPNW veranstalteten und von Horst-Eberhard Richter geleiteten Kongresses Medizin und Gewissen ernannt, in dem die Irrwege der Medizin 50 Jahre nach dem Nürnberger Ärzteprozess unter historischen, psychologischen und ethischen Aspekten aufgearbeitet wurden. Der Kongress fand von 25. bis 27. Oktober 1996 in Nürnberg statt, Schirmherrin war Rita Süssmuth, Präsidentin des Deutschen Bundestages.

## Zitat
„So lange Menschen leben, wird nur ein Teil von ihnen der Norm eines Durchschnittsmenschen entsprechen; doch wäre das Leben farblos und wir arm an Kenntnis und Wissen über den Menschen und sein Sein, wenn wir zuließen, dass die ‚Abnormen‘ kurzerhand beseitigt würden. Gerade Geisteskranke mit der Fülle ihrer Visionen und inneren Bilder stellen uns mitten in die Problematik des Menschseins; gerade dem Geisteskranken sollte unsere Ehrfurcht und Liebe gelten, ist er doch in besonderer Weise hilflos den Dämonen preisgegeben und aus der menschlichen Gemeinschaft ausgeschlossen – wenn auch den ‚Göttern näher‘, wie Norbert von Hellingrath in einer Rede über Hölderlins Wahnsinn schrieb.“

## Ehrungen
- Bundesverdienstkreuz am Bande der Bundesrepublik Deutschland
- Ehrenbürgerin von Cortona

## Publikationen
- Alice Platen-Hallermund: Die Tötung Geisteskranker in Deutschland. Aus der Deutschen Ärztekommission beim Amerikanischen Militärgericht. Frankfurter Hefte, Frankfurt/Main 1948.
  - Neuauflage 1993: Psychiatrie-Verlag, ISBN 3-88414-149-X.
  - Neuauflage 2005: Mabuse Verlag, ISBN 3-935964-86-2.
  - Übersetzungen ins Englische und Italienische
- Alice Ricciardi-von Platen: Die Entwicklung der gruppenanalytischen Ausbildung durch die Internationale Arbeitsgemeinschaft für Gruppenanalyse in Altaussee. In: Georg R. Gfäller (Hrsg.): Gruppenanalyse, Gruppendynamik, Psychodrama. Quellen und Traditionen – Zeitzeugen berichten. Der Umgang mit Gruppenphänomenen in deutschsprachigen Ländern. Mattes, Heidelberg 2006, ISBN 3-930978-87-3.
- Die Erzeugung des vollkommenen Menschen, in: Gerold Becker, Jürgen Zimmer (Hrsg.): Lust und Last der Aufklärung. Ein Buch zum 80. Geburtstag von Hellmut Becker, Beltz, Weinheim 1993, ISBN 3-407-83130-7.

## Dokumentarfilm
- Hanna Laura Klar: Die Protokollantin des Grauens. Über Alice Ricciardi. DigiBeta, Farbe, 80 Min. Klar Filmproduktion, Frankfurt a. M. 2007